# John Thirtle
Vous lisez un « bon article » labellisé en 2024.
John Thirtle, baptisé le 22 juin 1777 à Norwich et mort le 30 septembre 1839 dans la même ville, est un aquarelliste et un encadreur anglais. Originaire de Norwich, où il passe la majeure partie de son existence, il est l'une des figures éminentes de l'école de peinture de cette ville. Cependant, de nombreux aspects de sa vie demeurent inconnus.
Après avoir accompli un apprentissage chez un encadreur à Londres, John Thirtle retourne à Norwich pour fonder sa propre entreprise, spécialisée dans la fabrication de cadres. Au fil de sa carrière, il exerce également en tant que maître de dessin, imprimeur et verrier, et produit des cadres pour les œuvres de plusieurs artistes de l'école de Norwich, tels que John Crome et John Sell Cotman. Parallèlement à ses activités d'encadreur, John Thirtle poursuit sa passion pour la peinture tout au long de sa vie.
Son Traité Manuscrit sur l'Aquarelle, resté inédit jusqu'en 1977, semble avoir été rédigé pour son usage personnel. Au cours de sa carrière, il expose moins de cent tableaux.
La majorité des aquarelles de John Thirtle dépeignent Norwich et la campagne environnante du Norfolk, et nombre de ses œuvres représentent des scènes au bord de la rivière. Son style, marqué par l'influence de Thomas Girtin, de Crome et, dans une moindre mesure, de Cotman, se distingue par sa maîtrise technique.
Dans ses premiers paysages, John Thirtle utilise une palette restreinte de chamois, de bleus et de gris-bruns. Cependant, au fil du temps, il développe un éclat de couleur plus prononcé, donnant naissance à des œuvres caractérisées par des formes angulaires et des blocs de couleur audacieux.
Malheureusement, la qualité de plusieurs de ses aquarelles se dégrade en raison de la décoloration du pigment indigo, qu'il employait en abondance. Ainsi, bien que ses créations témoignent d'une évolution stylistique notable, elles sont également affectées par les limites des matériaux qu'il utilisait.

## Famille, enfance et formation

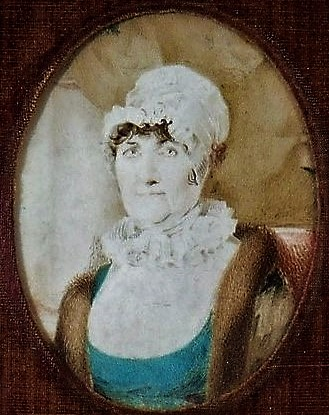
Portrait miniature de Susanna, la mère de John Thirtle (non daté).

Une grande partie des informations biographiques sur John Thirtle reste non documentée, et peu de données sont disponibles concernant sa vie. Fils de John Thirtle et de son épouse Susanna Lincoln, il est probablement né dans une maison près de l'église Saint-Savior à Norwich, où il est baptisé le 22 juin 1777,. Sa sœur, Rachel, est baptisée le 13 août 1780, et son jeune frère, James, est baptisé en 1785. Ses parents sont des membres respectés de la communauté locale. Son père, qui travaille à Elephant Yard, près de Magdalen Street, en tant que bottier et surveillant des pauvres, occupe également le poste de marguillier à l'église Saint-Savior.
Les détails concernant l'enfance et l'éducation de John Thirtle sont peu connus. En 1790, à l'âge de 13 ans, il devient apprenti chez Benjamin Jagger, un sculpteur, doreur, marchand d'images et graveur de renom à Norwich'. Vers 1799, John Thirtle s'installe à Londres pour poursuivre un apprentissage dans la fabrication de cadres, probablement sous la tutelle d'un certain Allwood. Au cours de cette formation, il a l'occasion d'étudier les œuvres de John Sell Cotman à l'imprimerie de Rudolph Ackermann, située au 96, The Strand.

## Retour à Norwich et carrière ultérieure

### Entreprise de fabrication de cadres
Après avoir achevé son apprentissage en 1805, John Thirtle retourne à Norwich, où il présente cinq de ses œuvres lors d'une exposition organisée par la Norwich Society of Artists'. Il s'installe par la suite dans un atelier situé sur Magdalen Street, où il se consacre à la création de cadres et de gravures. Sa vie, apparemment paisible et sans grands événements, le conduit à quitter rarement sa ville natale. En 1806, alors qu'il s'est déjà imposé comme encadreur et doreur à Norwich, John Thirtle se décrit dans le catalogue de la Norwich Society of Artists comme un « peintre miniaturiste et maître du dessin »'. Ses activités commerciales, notamment la production de ses cadres, lui permettent de se distinguer en tant que l'un des membres les plus prospères de l'école de peinture de Norwich, malgré la vive concurrence de Jeremiah et William Freeman, qui dominent alors le marché de l'encadrement à cette époque.
Les œuvres des membres de l'École de Norwich sont mises en valeur par John Thirtle, qui a l'honneur d'encadrer les créations de peintres tels que John Sell Cotman, John Crome, Thomas Lound, James Sillett et Joseph Stannard'. Parmi ses réalisations, on trouve l'encadrement de la peinture à l'huile de George Vincent intitulée Trowse Meadows, near Norwich, qui est exposée pour la première fois en 1828. John Thirtle a également créé une version aquarelle de cette œuvre'. Au fil des années, son étiquette commerciale connaît une évolution notable, passant de la simple mention « peintre miniaturiste et maître du dessin » à une description plus détaillée : « Sculpteur, doreur, fabricant de cadres photo et de miroirs, vente en gros et au détail », qui reflète l'étendue de ses compétences et de ses activités dans les années 1830. Après le décès de John Thirtle en 1839, William Boswell prend la relève de l'entreprise et inscrit initialement « Late Thirtle » entre parenthèses sur ses étiquettes. Dans une publication de 1922, W. Boswell & Son estiment que « Thirtle était un fabricant de cadres réputé et le créateur du célèbre cadre balayé, qui n'a jamais trouvé d'égal. Il était aussi, et reste encore aujourd'hui, un artiste de grande renommée ».

### Carrière artistique

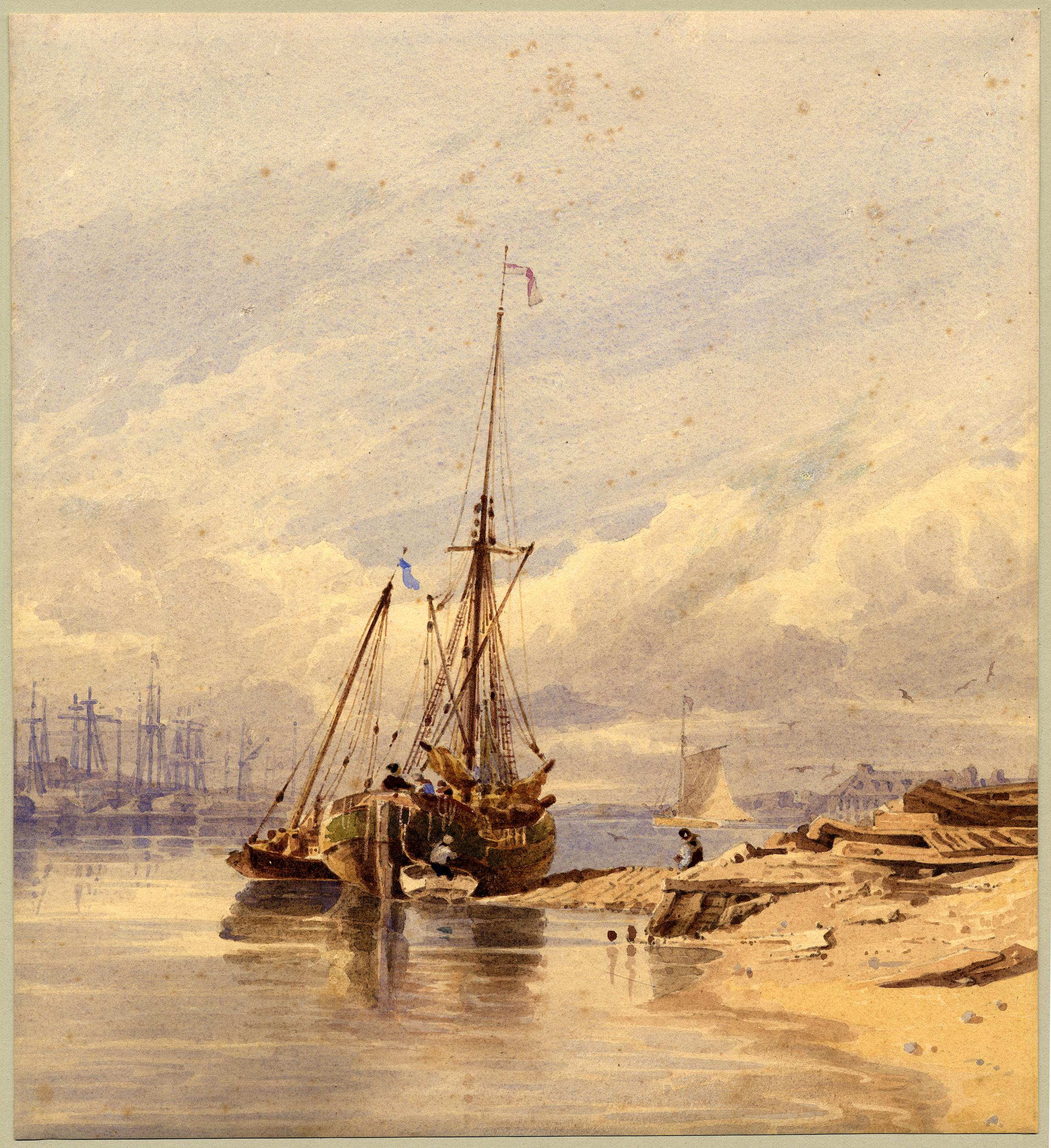
The River Yare at Gorleston, with shipping (non daté), British Museum.

L'historienne de l'art Marjorie Allthorpe-Guyton a structuré le parcours artistique de John Thirtle en quatre périodes distinctes. La première, qui s'étend de 1803 à environ 1808, se caractérise par une production restreinte et un style en constante mutation. La période suivante, de 1808 à 1813, se distingue par l'influence marquante de John Cotman sur ses œuvres. Entre 1813 et 1819, lors de sa troisième période, John Thirtle adopte un style plus conventionnel et moins réaliste, tout en créant sur le motif des œuvres que l'historien de l'art Andrew Hemingway qualifie de « croquis merveilleusement spontanés et efficaces ». Après 1819, la production artistique de John Thirtle devient de plus en plus sporadique.
La première œuvre répertoriée de John Thirtle est un paysage intitulé The Windmill (1800), qui se distingue par son caractère atypique, car l'artiste commence alors à diversifier ses thèmes en réalisant également des portraits et d'autres genres. En 1806, il intensifie sa production de paysages et s'affirme comme un véritable maître de l'aquarelle.

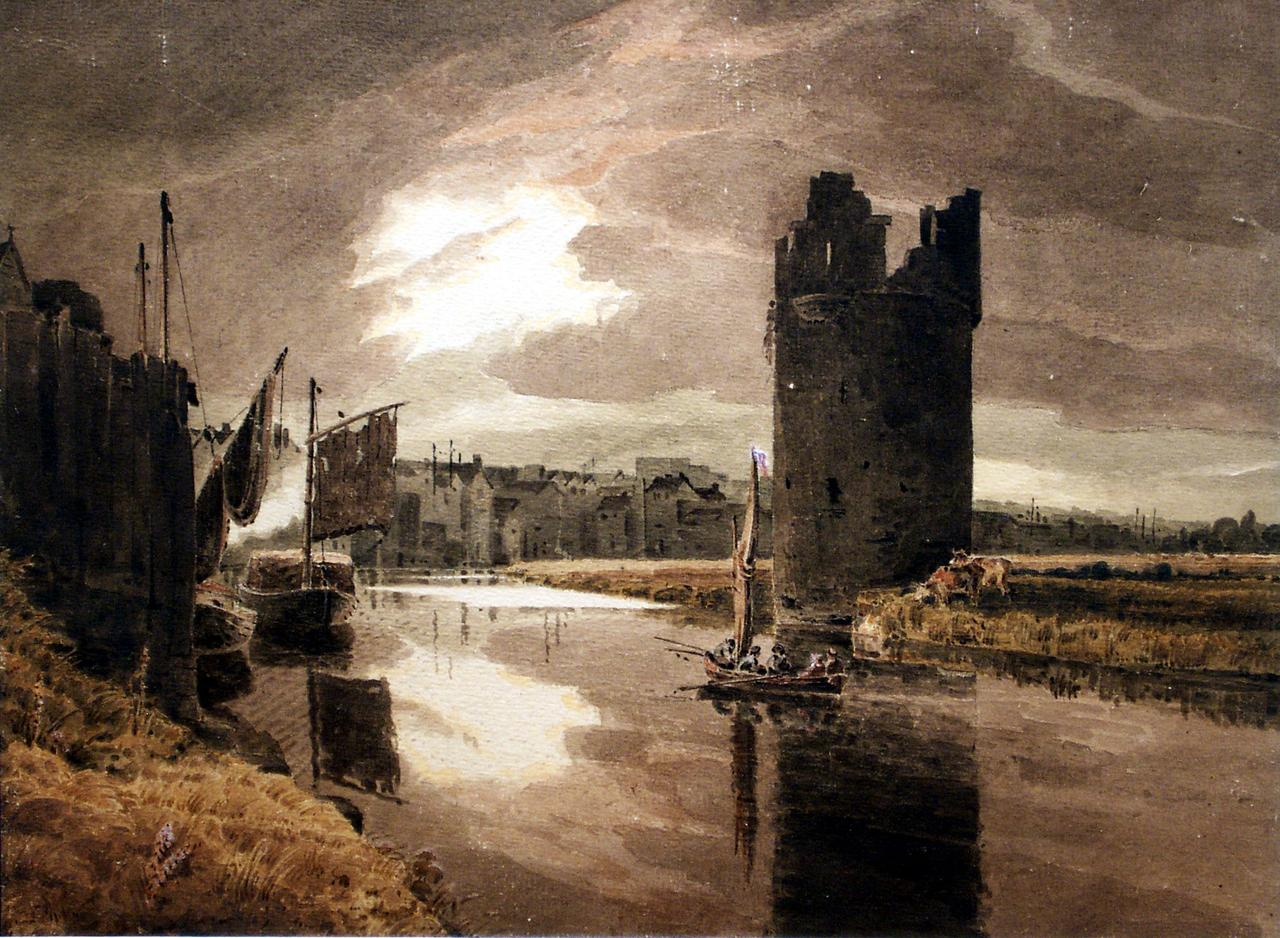
The Devil's Tower near King Street Gates – Evening (non daté), Norfolk Museums Collections.

En 1803, John Crome et Robert Ladbrooke fondent la Norwich Society of Artists, qui regroupe des artistes tels que George Vincent, Charles Hodgson, Daniel Coppin, James Stark et Robert Dixon. Leur première exposition, en 1805, marque la naissance de l'école de peinture de Norwich, le premier mouvement artistique britannique à émerger en dehors de Londres. John Thirtle y présente cinq œuvres, contribuant ainsi à l'essor de cette école.
John Thirtle s'impose comme une figure emblématique de l'école de peinture de Norwich  et, bien qu'il soit probablement l'un des membres fondateurs de la Norwich Society of Artists, son adhésion à cette organisation n'est officiellement consignée que trois ans après sa création. Durant les premières années de la société, il se consacre principalement à l'exposition de miniatures. Toutefois, au fil du temps, son art évolue vers des paysages plus grandioses, où il commence à peindre des scènes de tempête ainsi que les rivières Yare et Wensum, marquant ainsi un tournant décisif dans la nature de ses œuvres.
Aux côtés de figures telles que John Crome et John Cotman, John Thirtle est une source d'inspiration majeure pour les artistes de l'école de Norwich. Il exerce également les fonctions de vice-président de cette école de 1806 à 1812. Cependant, sa production artistique connaît une diminution significative, passant d'un pic de dix-sept œuvres exposées en 1806 à seulement six en 1817, sans aucune exposition l'année suivante, portant son total à 97 œuvres au cours de sa carrière. Il n'expose qu'une seule fois en dehors de Norwich, à la Royal Academy of Arts de Londres en 1808. À un moment donné, ses engagements professionnels l'empêchent de se consacrer pleinement à sa carrière artistique, et il a dû renoncer à la peinture pendant sa maladie.
John Thirtle a été le maître de James Pattison Cockburn, à qui il transmet les techniques de l'aquarelle. Cockburn, devenu membre honoraire de la Norwich Society of Artists, y a exposé 17 tableaux.

### Mariage

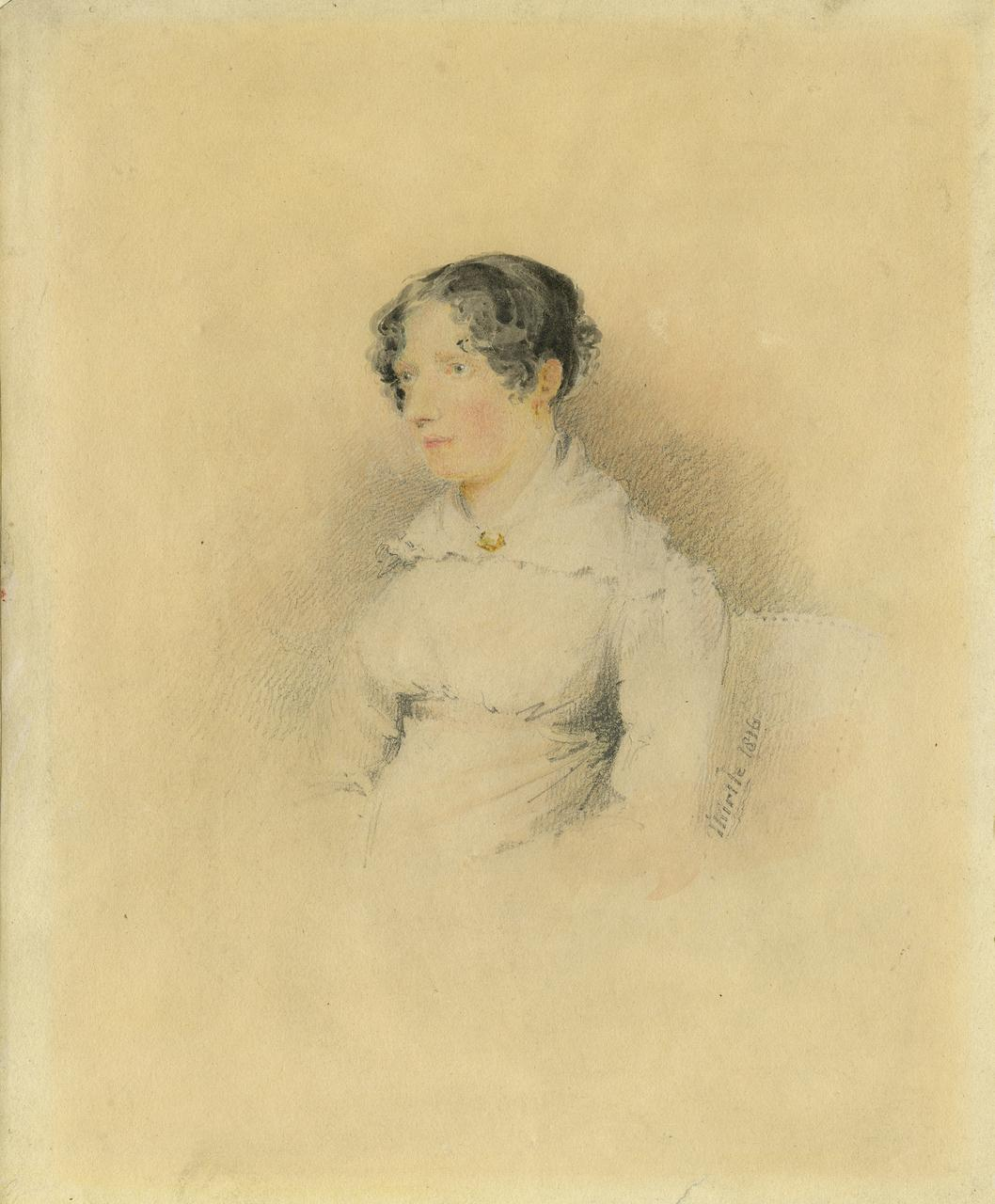
Portrait of the Artist's wife, Elizabeth Miles (1816), Norfolk Museums Collections.

Le 26 octobre 1812, John Thirtle se marie avec Elizabeth Miles', originaire de Felbrigg et issue d'une petite famille de propriétaires fonciers dans le nord du Norfolk. Sa sœur, Ann, avait épousé John Cotman trois ans plus tôt. La cérémonie se déroule à l'église anglicane St Saviour de Norwich où John Thirtle a été baptisé 35 ans auparavant. Ce mariage renforce le lien entre John Thirtle et John Cotman, qui par ailleurs apporte une influence considérable sur le style artistique de John Thirtle. Il est donc très probable que les deux artistes aient travaillé ensemble lorsque Cotman réalisait des dessins de l'intérieur de la cathédrale anglicane de Norwich vers 1808, car des œuvres similaires de John Thirtle de cette époque ont été bien conservées. Les sœurs Miles étaient également peintres amateurs et avaient exposé leurs œuvres à la Norwich Society of Artists en 1811'. Ce mariage n'a donné naissance à aucun enfant.

### Sécession d'avec la Norwich Society of Artists
En 1814, John Thirtle est élu président de la Norwich Society of Artists. Cependant, en 1816, il est l'un des trois artistes majeurs à faire sécession d'avec cette école pour fonder la Norfolk and Norwich Society of Artists. Cette rupture est le résultat d'un désaccord sur l'utilisation des bénéfices générés par les expositions. En conséquence, John Thirtle, accompagné de Ladbrooke, Sillett et Joseph Clover, loue une partie de la Shakespeare Tavern sur Theatre Plain et organise leur propre exposition, intitulée « La douzième exposition de la Norfolk and Norwich Society of Artists » (The Twelfth Exhibition of the Norfolk and Norwich Society of Artists), dans le but de rivaliser avec l'exposition officielle de la société, qui se tient dans la Sir Benjamin's Wrench's Court.
La presse locale rapporte le déclin de la production artistique de John Thirtle à partir de 1806, exprimant notamment une certaine déception en 1811 : « Nous déplorons profondément que M. Thirtle, membre éminent du triumvirat sécessionniste, n'ait pas trouvé le temps de réaliser un seul dessin. Son absence est d'autant plus regrettable qu'il excelle dans le domaine particulier et raffiné des aquarelles, où il démontre une maîtrise indiscutable. » Bien que John Thirtle poursuive sa pratique de la peinture, il n'expose aucune œuvre entre 1818 et 1828.
Alors que John Cotman travaille sur des illustrations pour Excursions in the County of Norfolk (1818), John Thirtle se rend à Great Yarmouth pour prêter main-forte à son beau-frère. Cependant, aucun de ses dessins ne figure dans l'ouvrage publié, ce qui laisse à penser qu'il assistait probablement Cotman en l'allégeant de certaines de ses responsabilités pédagogiques.

### Dernières années

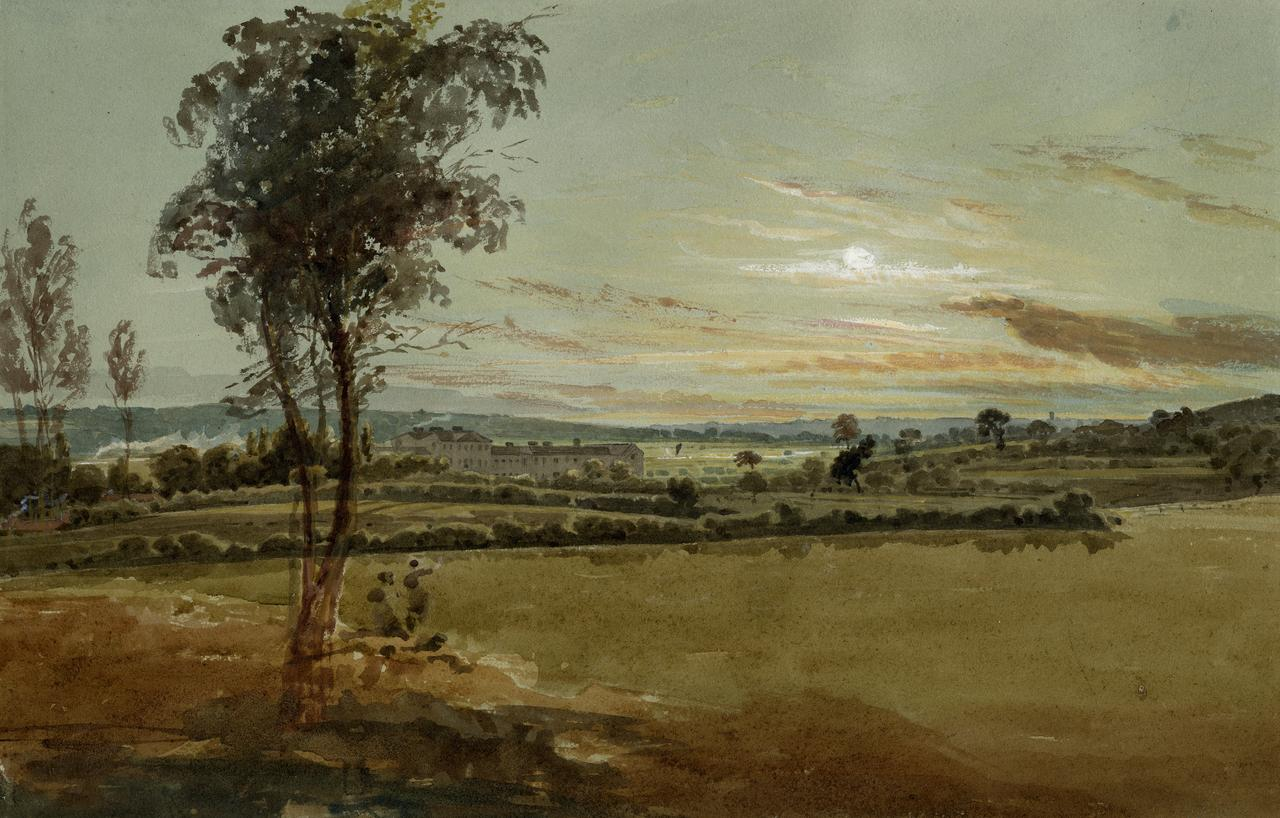
Sunset Landscape with Thorpe Hospital, Norwich (1828), un exemple emblématique de la tendance de John Thirtle à recourir à du papier teinté.

En 1824, John Thirtle commence à accueillir des élèves sous la tutelle de Thomas Blofield, qui le charge de l'éducation de sa fille, Mary Catherine. Il dispense également des cours à James Pattison Cockburn. La mère de John Thirtle meurt en 1823, et il est possible qu'un héritage reçu de son père, décédé en 1825, lui confère une certaine sécurité financière pour le reste de sa vie. En effet, 1825 marque la première année où il est attesté qu'il possède une propriété à titre indépendant.
Après la dissolution de la Norwich Society of Artists en 1833, plusieurs de ses artistes majeurs, dont John Thirtle, continuent d'exercer leur talent. Il poursuit la création de cadres tout en peignant des scènes fluviales qui évoquent le style de Peter De Wint. Ses dessins et peintures sont collectionnés par Thomas Lound, un aquarelliste et graveur prolifique, qui ne possède pas moins de 70 œuvres de John Thirtle. Parmi les réalisations de Lound, la gravure intitulée Devil's Tower – Looking towards Carrow Bridge (1832) constitue une interprétation remarquable de l'aquarelle originale de John Thirtle, capturant à la perfection l'équilibre tonal établi par l'artiste'.
John Thirtle souffre de la tuberculose pendant de nombreuses années, une maladie qui entrave considérablement son travail artistique. Toutefois, l'historien de l'art Derek Clifford souligne que ses derniers dessins révèlent une expression plus forte et plus libre, témoignant ainsi de son talent persistant malgré la maladie. John Thirtle meurt des suites de cette maladie à Norwich le 30 septembre 1839. Il est inhumé au cimetière du Rosaire à Norwich. Son tombeau, qu'il partage avec sa femme, se situe dans la section E (référence E759 Sq(uare)). Après sa mort, son entreprise d'encadrement est reprise par William Boswell. Dans son testament succinct, rédigé en 1838 et validé en décembre 1839, John Thirtle se décrit à la fois comme sculpteur et doreur. Il lègue à son épouse Elizabeth la somme de 2 000 livres sterling, équivalant environ 236 440 livres sterling en 2023. Elizabeth lui survit une quarantaine d'années et meurt en 1882 à l'âge de 95 ans.

## Style et technique

### Caractéristiques

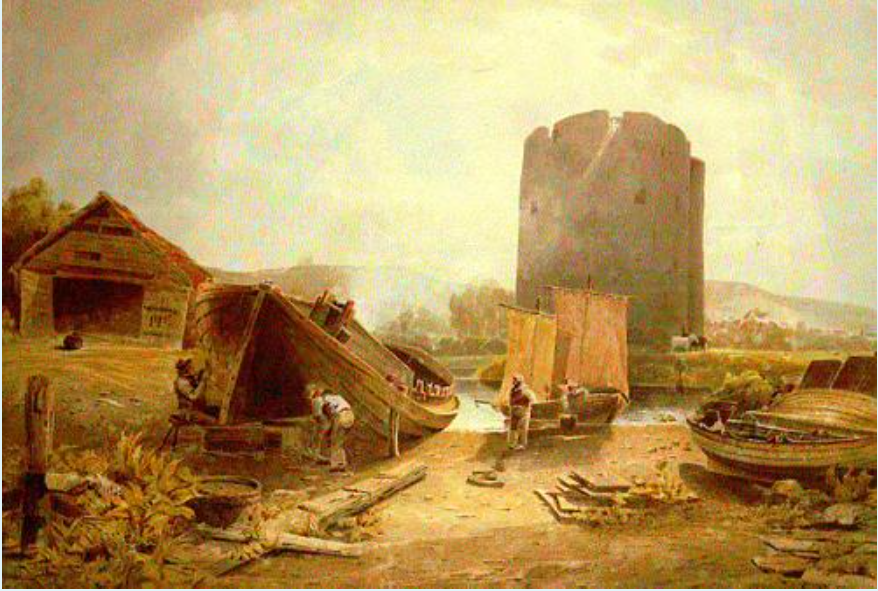
Boat Builder's Yard, near the Cow's Tower, Norwich (1812), Norfolk Museums Collections.

John Thirtle présente 79 œuvres à Norwich, dont la plupart s'inspirent de la ville et de la campagne du comté de Norfolk. Son style est marqué par l'influence de l'aquarelliste anglais Thomas Girtin, ainsi que par d'autres figures emblématiques de l'école de Norwich, tels que John Crome et surtout John Sell Cotman, qui l'inspire à peindre des œuvres d'une grande maîtrise technique'. Walpole souligne que ces créations émanent d'un « esprit très indépendant qui n'a de compte à rendre à personne »'. Henry Ladbrooke, un contemporain de Thirtle, exprime également son opinion en déclarant : « En tant qu'homme de génie, Cotman surpasse de loin Crome, tandis qu'en tant qu'aquarelliste, Thirtle les éclipsent tous les deux ». Les aquarelles de John Thirtle se distinguent clairement de celles de Cotman, ne montrant son influence que par moments, comme dans son aquarelle non datée intitulée Old Waterside Cottage, Norwich. Contrairement à John Cotman, qui utilise fréquemment des lavages à plat, John Thirtle préfère des techniques différentes'. Un de ses plus grands tableaux, intitulé The Boatyard, near de The Cow Tower, Norwich, achevé en 1812, illustre une émancipation notable par rapport à l'influence de Cotman. Cette œuvre se distingue par un naturalisme prononcé, où des effets de lumière minutieusement observés sont habilement mis en valeur, offrant ainsi une représentation fidèle et vivante de la scène.
Bien que John Thirtle ait tenté de se lancer dans la peinture à l'huile, il est surtout reconnu pour ses aquarelles. Dans un article publié en juillet 1886, The Times annonce une exposition d'œuvres d'artistes moins connus de l'école de Norwich et décrit John Thirtle comme « un excellent portraitiste et un aquarelliste paysagiste charmant, dont les dessins se distinguent par leur sens de l'observation et leur traitement remarquable, alliant liberté, ampleur et délicatesse ». Thirtle a réussi à surpasser des figures telles que Crome et Cotman en tant qu'aquarelliste inspiré par la nature. Ses premiers paysages, réalisés entre 1808 et 1813, se caractérisent par une palette restreinte, utilisant principalement des teintes de chamois, de bleu et de gris-brun. Cela est particulièrement évident dans son œuvre intitulée Interior of Binham Abbey (1808), qui est aujourd’hui conservée au Ashmolean Museum d'Oxford'.
Entre 1814 et 1819, John Thirtle atteint un sommet dans sa carrière artistique. L'historienne de l'art Margorie Allthorpe-Guyton met en lumière le caractère distinctif de ses œuvres durant cette période, qui se révèlent par « une tonalité limpide et argentée, ainsi que de larges et harmonieux lavis ». Par la suite, il opte pour des couleurs plus éclatantes, donnant naissance à des compositions où des formes angulaires se détachent avec une grande intensité.

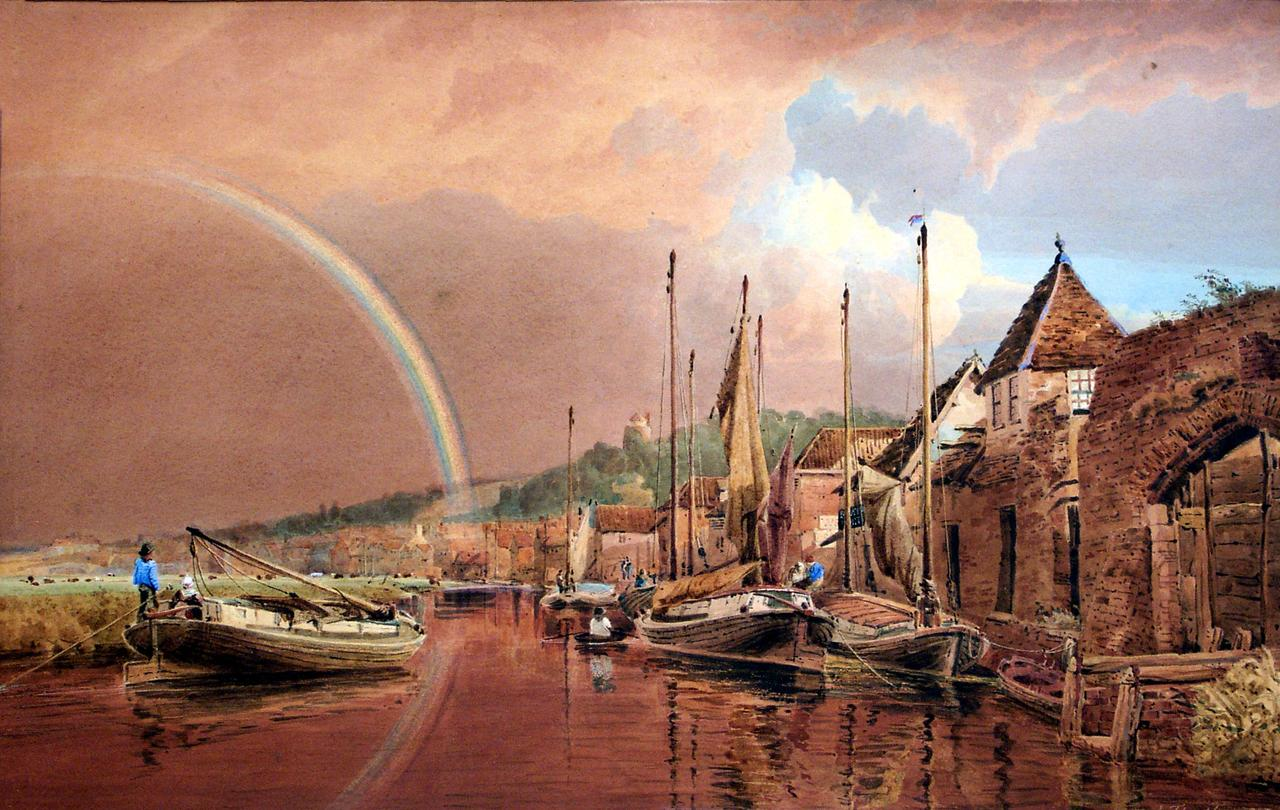
Rainbow Effect on the River, King Street, Norwich (1817), Norfolk Museums Collections.

Derek Clifford reconnaît la capacité de John Thirtle à organiser ses sujets de manière harmonieuse et décontractée, en notant toutefois que l'artiste n'atteint pas le même niveau que Crome en ce qui concerne l'illusion d'une nature authentique et non altérée. Andrew Hemingway, qui qualifie John Thirtle d'« aquarelliste exceptionnel, quoique fluctuant », le positionne aux côtés de De Wint et de Joshua Cristall. Il souligne également la capacité remarquable de John Thirtle à créer une sensation d'espace, qu'il décrit comme « exceptionnelle ». Les paysages riverains du Norfolk, caractéristiques de son style, se distinguent par un élément particulier : un bateau glissant sur l'eau depuis la gauche de la toile, apportant ainsi une dynamique supplémentaire à ses compositions.
Le manuscrit Traité sur l'aquarelle (Manuscript Treatise on Watercolour) de John Thirtle, rédigé au plus tôt en 1810, est actuellement conservé au musée du château de Norwich. Ce document constitue davantage un manuel de référence destiné à son usage personnel qu'un moyen de transmettre ses idées aux générations futures. À l'exception de ce traité, aucun autre manuscrit de John Thirtle n'a survécu au temps. Ce traité revêt une importance significative pour les historiens de l'art, car il offre des preuves documentaires précieuses concernant l'approche artistique de John Thirtle. Selon Margorie Allthorpe-Guyton, il peut être daté au plus tôt de 1810, en raison de l'utilisation de pigments introduits au début du XIXe siècle, tels que la garance violette et brune. Il se présente comme une collection hétéroclite d'instructions et d'observations techniques, qui pourraient inclure des paraphrases d'ouvrages publiés, comme le New Drawing Book d'Ackermann (1809). La liste des pigments élaborée par John Thirtle est plus détaillée que celles d'Ackermann ou de William Henry Pyne, dont les travaux sont présentés dans ses Rudiments of Landscape Drawing (1812). William Pyne et John Thirtle partagent tous deux un intérêt pour l'indigo et proposent des schémas destinés à colorer le ciel, les bâtiments et les arbres. Dans son traité, John Thirtle manifeste un intérêt marqué pour la représentation du temps et remet en question les idées dominantes de la peinture pittoresque de son époque. Son œuvre renferme ce qu'Andrew Hemingway qualifie de « nuances d'une esthétique classique », une approche que l'on retrouve également dans la conférence de John Berney Crome, intitulée Painting and Poetry.

### Utilisation de l'indigo

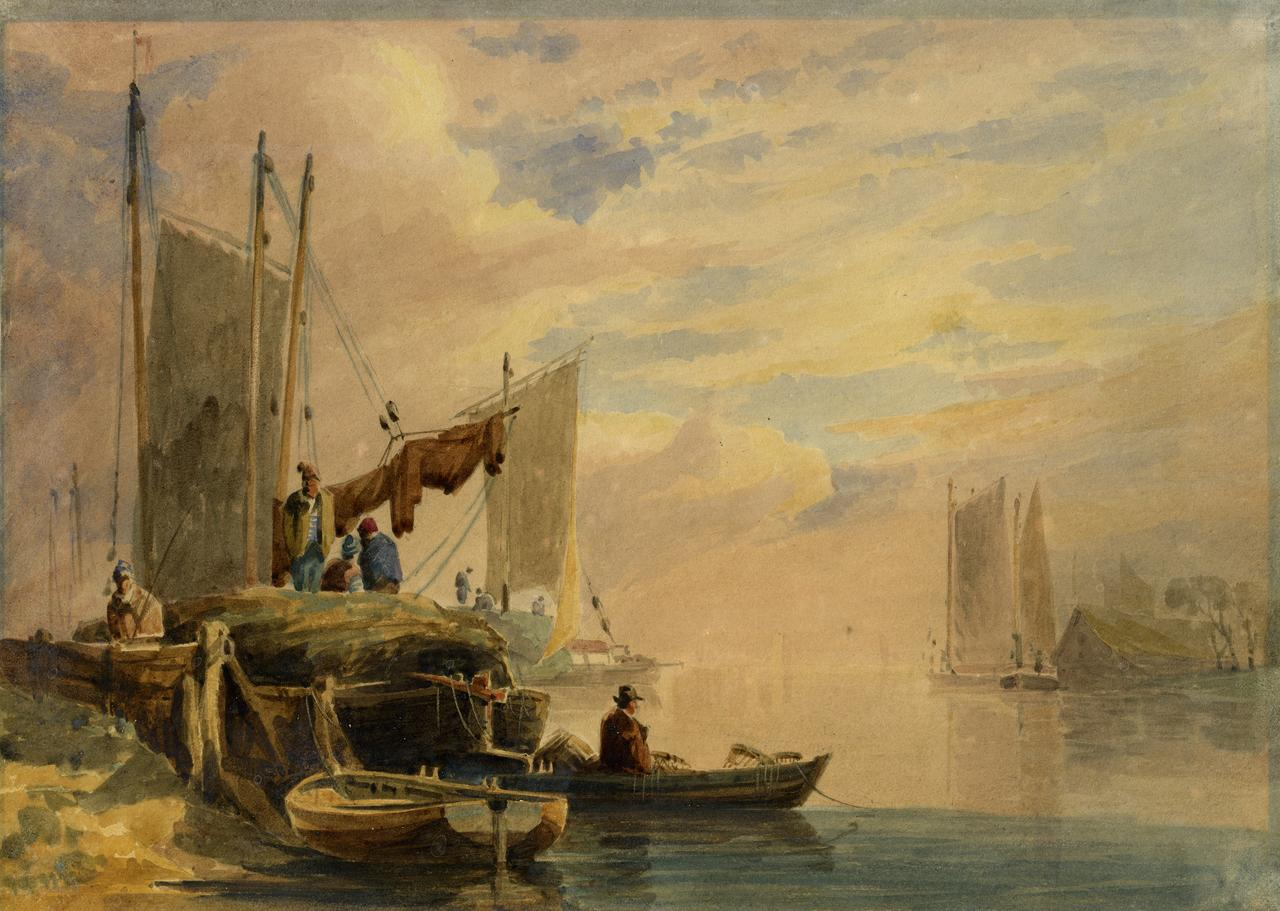
River Scene with laden Wherries and Figures (non daté), Norfolk Museums Collections.

John Thirtle a recours à un pigment indigo naturel, extrait de l'indigotier, une plante appartenant à la famille des Fabaceae, pour réaliser des nuances de gris subtils''. Il est également envisageable qu'il ait utilisé une variante d'indigo moins onéreuse, fournie par un commerçant local à Norwich. Malheureusement, les aquarelles intégrant ce pigment ont subi une dégradation, celui-ci ayant tendance à virer au rouge sous l'effet de la lumière. Bien que cette altération ne s'applique pas nécessairement à l'ensemble de ses œuvres, il est fréquemment avancé que les créations de John Thirtle ont été profondément affectées par ce phénomène. De plus, l'emploi de l'indigo par d'autres artistes a parfois engendré des confusions, entraînant des attributions erronées et faisant que certaines œuvres aient été indûment attribuées à John Thirtle.
Un exemple illustratif de ce phénomène est son tableau intitulé River Scene with laden Wherries and Figures, réalisée au crayon et à l'aquarelle, une œuvre non datée. Dans cette composition, la lueur rose du ciel et de la mer résulte involontairement de la dégradation des couleurs bleu-gris d'origine. Les teintes originales, créées par John Thirtle, demeurent encore visibles sur les bords du tableau, où l'exposition à la lumière a été significativement réduite. Par ailleurs, une section du traité de John Thirtle aborde son utilisation de l'indigo pour peindre ses ciels, sans faire mention de l'effet de décoloration que ce pigment peut engendrer : « De temps à autre, l'utilisation de noir dans le ciel peut être appropriée, mais il convient de l'appliquer avec précaution afin d'éviter un rendu terreux. Pour le premier lavis de vos nuages, le mélange de rouge vénitien et d'indigo, avec une dominance du rouge, produira une teinte chaleureuse. Pour la dernière couche pour les ombres, ajoutez davantage d'indigo pour obtenir un gris subtil. Enfin, pour la troisième couche, combinez de la garance violet et de l'indigo ; cela vous permettra d'obtenir une belle tonalité dans vos nuages ».

## Postérité

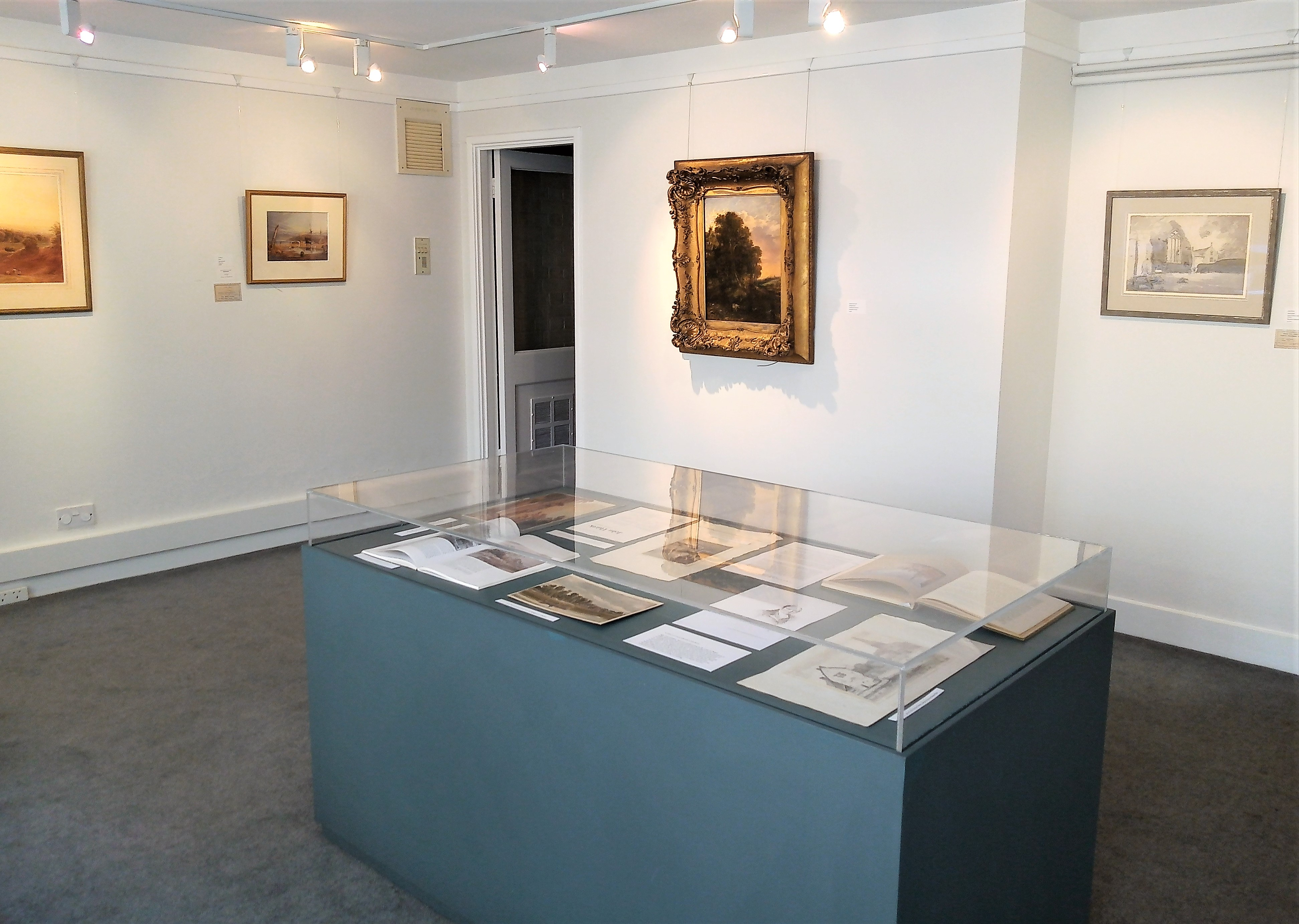
Une exposition des œuvres de John Thirtle à la Mandell's Gallery de Norwich, en 2022.

John Thirtle reçoit des éloges dans la presse locale pour la qualité de son travail, mais il est également critiqué pour ne pas avoir exposé ses œuvres plus régulièrement. Au cours de la seconde moitié du XIXe siècle, il sombre presque dans l'oubli, une situation qu'Allthorpe-Guyton impute à son incapacité à se faire connaître au-delà de Norwich'.
Une première exposition des œuvres de John Thirtle est organisée par le Norwich Art Circle en 1886. Pour marquer le centenaire de sa mort, plusieurs de ses tableaux sont présentés lors d'une exposition au château de Norwich en 1939. Cependant, celle-ci est contrainte de fermer ses portes en raison du déclenchement de la Seconde Guerre mondiale,. En 1977, une exposition biennale consacrée aux peintures de John Thirtle et de ses contemporains est organisée dans le même château. À cette occasion, son Traité sur l'aquarelle est publié pour la première fois dans le catalogue de l'exposition.